# Michèle George
Michèle George (Oostende, 2 januari 1974) is een Belgische ruiter. Met zeven paralympische titels is ze de meest gelauwerde Belgische paralympische atleet aller tijden.

## Carrière
Ze begon met paardrijden in 1982. Als gevolg van een paardrijongeval in 2008 heeft ze verlammingsverschijnselen aan het linkerbeen. George debuteerde internationaal op het Europees kampioenschap 2009 in het Noorse Kristiansand, waar ze tweede werd. Eveneens werd ze vice-wereldkampioene op de Wereldruiterspelen 2010 in Lexington, Verenigde Staten.
Op de Paralympische Zomerspelen 2012 in Londen pakte ze met Rainman zowel in de individuele proef als in de vrije kür de gouden medaille, door de Britse topfavoriete Sophie Wells en de Nederlander Frank Hosmar telkens achter zich te houden.
Twee jaar later herhaalde George dit parcours door twee wereldtitels te pakken op de Wereldruiterspelen 2014 in Frankrijk. Net als twee jaar eerder in Londen hield ze Wells en Hosmar achter zich. 
Tijdens de Paralympische Zomerspelen 2016 in Rio de Janeiro werd ze met Rainman voor de tweede maal op rij paralympisch kampioene individueel en behaalde ze ook een zilveren medaille in de vrije kür. Na de Paralympische Spelen gaf ze de teugels van Rainman door aan haar dochter Camille Vangheluwe.
Tijdens de Paralympische Zomerspelen 2020 in Tokio won ze met Best of 8 wederom goud in de individuele competitie, alsook in de vrije kür. In 2022 werd ze nogmaals tweemaal wereldkampioen.
In de Franse hoofdstad Parijs wist George zich tijdens de Paralympische Zomerspelen 2024 voor de vierde maal op rij tot paralympisch kampioen te kronen in de individuele competitie. Ook in de vrije kür won ze wederom goud. Met zeven paralympische titels wist ze rolstoelatleet Alex Hermans te passeren als beste Belgische paralympische atleet aller tijden.

## Onderscheidingen
In 2012 won George de Nationale Trofee Victor Boin. In datzelfde jaar werd zij commandeur in de Kroonorde. In 2014 werd ze Belgisch Paralympiër van het jaar. In 2021 werd ze ereburger van de stad Waregem. Op 11 juli 2022 ontving ze het Ereteken van de Vlaamse Gemeenschap.

## Beste uitslagen

### Paralympische Spelen
| Evenement           | Resultaat | Paard     | Onderdeel   |
| ------------------- | --------- | --------- | ----------- |
| Londen 2012         | goud      | Rainman   | Individueel |
| Londen 2012         | goud      | Rainman   | Kür         |
| Rio de Janeiro 2016 | goud      | Rainman   | Individueel |
| Rio de Janeiro 2016 | zilver    | Rainman   | Kür         |
| Tokio 2020          | goud      | Best of 8 | Individueel |
| Tokio 2020          | goud      | Best of 8 | Kür         |
| Parijs 2024         | goud      | Best of 8 | Individueel |
| Parijs 2024         | goud      | Best of 8 | Kür         |

### Wereldruiterspelen
| Evenement      | Resultaat | Paard     | Onderdeel   |
| -------------- | --------- | --------- | ----------- |
| Lexington 2010 | zilver    | Rainman   | Kür         |
| Normandië 2014 | goud      | Rainman   | Individueel |
| Normandië 2014 | goud      | Best of 8 | Kür         |
| Herning 2022   | goud      | Best of 8 | Individueel |
| Herning 2022   | goud      | Best of 8 | Kür         |